# Події перед Другою світовою війною в Європі
Події перед Другою світовою війною в Європі можна умовно поділити на два періоди.
Перший період (1933—1936 рр.) був пов'язаний з приходом до влади в Німеччині НСРПН, укріпленням її влади, нацифікацією всіх галузей життя в Німеччині і накопиченням внутрішніх резервів для підготовки до реваншу за поразку у Першій світовій війні. По-перше це ревізія Версальського мирного договору в плані реалізації курсу Адольфа Гітлера на досягнення військового паритету з провідними світовими державами. Вже 14 жовтня 1933 року Німеччина оголосила про вихід з Ліги націй. У січні 1935 року внаслідок плебісциту Німеччині був повернений Саар, який до цього знаходився під протекторатом Ліги націй, а в березні Гітлер оголосив про розрив Версальського договору і про відновлення загальної військової повинності, тобто про створення постійної армії рейху — вермахту, разом з люфтваффе. 18 червня того ж року була укладена німецько-британська морська угода. У 1936 році німецька армія вступила у демілітаризовану Рейнську область. Того ж року у зв'язку з громадянською війною в Іспанії була створена вісь «Берлін-Рим» і укладений Антикомінтерновський пакт з Японією.
Другий період припадає на 1936—1939 рр., коли керівництво нацистської Німеччини, не вдаючись до прямої воєнної конфронтації, під приводом боротьби з комуністичною загрозою почало вводити силову складову у свою зовнішню політику, постійно змушуючи Велику Британію і Францію йти на уступки і угодство. В ці роки нацистською Німеччиною був створений плацдарм для майбутньої війни: в березні 1938 року був здійснений аншлюс Австрії, у вересні 1938 — березні 1939 року до Німеччини були приєднані Чехія і Клайпедський край. До 1939 року відбулось оформлення двох військово-політичних блоків великих держав, в яких Велика Британія і Франція протистояли Німеччині і Італії, до яких тяжіла Японія. СРСР і США займали вичікуючу позицію, розраховуючи використати війну між цими блоками у своїх інтересах.
Військово-політичні блоки, які склались в Європі до 1939 року, прагнули до здійснення власних цілей, що не могло не призвести до війни. Велика Британія і Франція прагнули направити німецьку експансію на Схід, що повинно було призвести до зіткнення з СРСР, їх взаємному ослабленню, і зміцнило б положення Лондона і Парижу у світі. Радянське керівництво зробило все, щоб відвести загрозу втягнення у можливу європейську війну. Ця війна повинна була послабити Німеччину, Велику Британію і Францію, що в свою чергу, дозволило б СРСР максимально розширити свій вплив на континенті. Зі свого боку Німеччина, усвідомлюючи неможливість одночасного військового конфлікту з коаліцією великих держав, розраховувала на локальну операцію проти Польщі, що покращило б її стратегічне положення для подальшої боротьби за гегемонію в Європі з Великою Британією, Францією і СРСР. Італія намагалась отримати нові поступки від Лондона та Парижа внаслідок їхнього конфлікту з Німеччиною, проте сама не поспішала вступати у війну. США потрібна була війна у Європі, щоб виключити можливість англо-німецького союзу, остаточно зайняти місце Англії в світі і послабити СРСР, що дозволило б їм стати основною світовою силою. Японія, користуючись зайнятістю решти великих держав в Європі, мала намір закінчити на своїх умовах війну в Китаї, домогтися від США згоди на посилення японського впливу на Далекому Сході і за сприятливих умов взяти участь у війні проти СРСР. Так, унаслідок дій основних учасників передвоєнна політична криза переросла у війну, розв'язану Німеччиною.